# Багдасарян, Эдик
Эдик Багдасарян (арм. Էդիկ Բաղդասարյան) — журналист из Еревана, столицы Армении. Ведёт расследования, разоблачает коррупцию в правительстве Армении. Является главой Ассоциации журналистов-следователей Армении и редактором армянской газеты «Hetq» («Этк»).

## Биография
Эдик Багдасарян родился 7 декабря 1962 года в городе Шуше, НКАО, Азербайджанской ССР. С 1981 по 1984 год учился на филологическом факультете Ереванского государственного университета, а с 1984 по 1987 год на факультете журналистики в МГУ. В 1987-1993 годах был младшим редактором государственного телевидения Армении, затем редактором литературных программ и редактором отдела писем, а также главным редактором программы «День 7-й». В 1993-1995 годах служил в Вооруженных силах Республики Армения. В 1995 году был директором студии документальных фильмов Министерства обороны Армении. С 1995 по 1999 год работал независимым журналистом.
С 1999 года по сей день возглавляет НПО «Журналисты-расследователи», а с 2000-го — «Ассоциацию журналистов-следователей Армении».
В настоящее время является главным редактором информационного издания «Hetq». Также руководит студией «Версус».

## Награды
- В 1998 году получил премию Ереванского пресс-клуба в номинации «За фильм-расследование»;
- В 2000 году телекомпания Шогакат, где работал Эдик, удостоилась премии в номинации «Лучший сценарий»;
- В сентябре 2008 года Багдасарян получил премию Global Shining Light Award 2008 на международной конференции журналистских расследований, проходившей в Норвегии за серию статей «Министр и горнодобывающий сектор», в которых рассказывалось, как бывший министр охраны природы Армении Вардан Айвазян выделил шахты, в основном, для добычи золота и полиметаллов, более чем дюжине родственников, нарушив тем самым несколько законов;[4]
- В 2010 получил премию имени Герда Буцериуса «Свободная пресса Восточной Европы» (Gerd Bucerius-Förderpreis Freie Presse Osteuropas);[1]
- В 2011 году получил премию «Время свободной прессы» за развитие журналистических расследований, независимую позицию и профессиональную смелость.

## Личная жизнь
Эдик Багдасарян женат и имеет двоих детей.